# GOG
GOG Svendborg TGI, (pełna nazwa: GO Gudme Svendborg TGI), klub piłki ręcznej z Danii, powstały w 1973 roku pod nazwą GOG Gudme z bazą w Svendborgu. Od 2005 r. drużyna nosi nazwę GOG Svendborg TGI.
Klub dzieli się na sekcję: kobiet i mężczyzn.

## Sekcja kobiet

### Sukcesy
- Mistrzostwo Danii:  (4x) 1990, 1991, 1992, 1993
- Puchar Danii:  (6x) 1988, 1989, 1991, 1992, 2000, 2005

## Sekcja mężczyzn
- Mistrzostwo Danii:  (8x) 1992, 1995, 1996, 1998, 2000, 2004, 2007, 2008
- Puchar Danii:  (10x) 1990, 1991, 1992, 1995, 1996, 1997, 2002, 2005, 2006